# Babiak (gemeente)
De gemeente Babiak is een landgemeente in het Poolse woiwodschap Groot-Polen, in powiat Kolski. De zetel van de gemeente is in Babiak. Op 30 juni 2006, telde de gemeente 7933 inwoners.

## Oppervlakte gegevens
In 2002 bedroeg de totale oppervlakte van gemeente Babiak 133,58 km², waarvan:
- agrarisch gebied: 70%
- bossen: 19%

De gemeente beslaat 13,21% van de totale oppervlakte van de powiat.

## Demografie
Stand op 30 juni 2004:
| Omschrijving                   | Totaal | Totaal | Vrouwen | Vrouwen | Mannen | Mannen |
| ------------------------------ | ------ | ------ | ------- | ------- | ------ | ------ |
| eenheid                        | aantal | %      | aantal  | %       | aantal | %      |
| inwoners                       | 7901   | 100    | 3995    | 50,6    | 3906   | 49,4   |
| bevolkingsdichtheid (inw./km²) | 59,1   | 59,1   | 29,9    | 29,9    | 29,2   | 29,2   |

In 2002 bedroeg het gemiddelde inkomen per inwoner 1374,11 zł.

## Aangrenzende gemeenten
Grzegorzew, Izbica Kujawska, Kłodawa, Koło, Osiek Mały, Przedecz, Sompolno, Topólka, Wierzbinek